# Ferréol (film 1920)
Ferréol (o Ferréol. Ein Kampf zwischen Liebe und Pflicht) è un film muto del 1920 sceneggiato e diretto da Franz Hofer.

## Produzione
Il film fu prodotto dall'Olaf-Film GmbH di Berlino.

## Distribuzione
Il film fu presentato alla stampa nell'agosto 1920.
La censura berlinese vietò la visione del film ai minori.